# Molière du théâtre public
Le Molière du meilleur spectacle du théâtre subventionné - théâtre public est une récompense théâtrale française décernée par l'association Les Molières depuis la première remise de prix le 23 mai 1987 au théâtre du Châtelet à Paris.

## Palmarès

### Années 1980
- 1987 : La Folle Journée, ou Le Mariage de Figaro de Beaumarchais, mise en scène Jean-Pierre Vincent, Théâtre de Chaillot
  - Madame de Sade de Yukio Mishima, mise en scène Sophie Loucachevsky, théâtre national de Chaillot
  - Elvire Jouvet 40 conception et mise en scène Brigitte Jaques, théâtre de l'Athénée, Comédie-Française, TNS
  - Cabaret, livret Joe Masteroff, musique John Kander, mise en scène Jérôme Savary, Théâtre du 8e Lyon
  - Le Songe d'une nuit d'été de William Shakespeare, mise en scène Jorge Lavelli, Comédie-Française
- 1988 : Le Soulier de satin de Paul Claudel, mise en scène Antoine Vitez, théâtre de Chaillot
  - Le Songe d'une nuit d'été de William Shakespeare, mise en scène Jorge Lavelli, Comédie-Française
  - Le Conte d'hiver de William Shakespeare, mise en scène Luc Bondy, théâtre Nanterre-Amandiers
  - Mort d'un commis voyageur d'Arthur Miller, mise en scène Marcel Bluwal, Centre national de création d'Orléans
  - Dom Juan de Molière, mise en scène Francis Huster, théâtre Renaud-Barrault
- 1989 : Le Foyer d'Octave Mirbeau, mise en scène Régis Santon, Espace Jacques Prévert, Aulnay
  - Le Faiseur de théâtre de Thomas Bernhard, mise en scène Jean-Pierre Vincent, TNP Villeurbanne, théâtre de la Ville
  - Réveille-toi Philadelphie ! de François Billetdoux, mise en scène Jorge Lavelli, théâtre national de la Colline
  - La Mouette d'Anton Tchekhov, mise en scène Andreï Kontchalovski, Odéon-Théâtre de l'Europe
  - Hamlet de William Shakespeare, mise en scène Patrice Chéreau, théâtre Nanterre-Amandiers

### Années 1990
- 1990 : Greek de Steven Berkoff, mise en scène Jorge Lavelli, théâtre national de la Colline
  - Le Bal de N'Dinga de Tchicaya U'Tamsi, mise en scène Gabriel Garran, théâtre international de langue française
  - Le Chemin solitaire d'Arthur Schnitzler, mise en scène Luc Bondy, théâtre Renaud-Barrault
  - Lapin chasseur de et mise en scène Jérôme Deschamps et Macha Makeieff, théâtre national de Chaillot
  - Opérette de Witold Gombrowicz, mise en scène Jorge Lavelli, théâtre national de la Colline, Centre national de création d'Orléans
- 1991 : La Tempête de William Shakespeare, mise en scène Peter Brook, théâtre des Bouffes du Nord
  - La Vie de Galilée de Bertolt Brecht, mise en scène Antoine Vitez, Comédie-Française
  - Les Fourberies de Scapin de Molière, mise en scène Jean-Pierre Vincent, théâtre Nanterre-Amandiers
  - Heldenplatz de Thomas Bernhard, mise en scène Jorge Lavelli, théâtre national de la Colline
  - La Nonna de Roberto Cossa, mise en scène Jorge Lavelli, théâtre national de la Colline
- 1992 : Le Temps et la Chambre de Botho Strauss, mise en scène Patrice Chéreau, Odéon-Théâtre de l'Europe
  - Les Atrides d'Eschyle et Euripide, mise en scène Ariane Mnouchkine, théâtre du Soleil
  - Comédies barbares de Ramon del Valle-Inclan, mise en scène Jorge Lavelli, théâtre national de la Colline
  - Ruy Blas de Victor Hugo, mise en scène Georges Wilson, théâtre des Bouffes du Nord
  - La Valse des toréadors de Jean Anouilh, mise en scène Régis Santon, théâtre Silvia-Monfort
- 1993 : La serva amorosa de Carlo Goldoni, mise en scène Jacques Lassalle, Comédie-Française
  - Les Atrides d'Eschyle et Euripide, mise en scène Ariane Mnouchkine, théâtre du Soleil
  - Légendes de la forêt viennoise d'Ödön von Horváth, mise en scène d'André Engel, MC 93 Bobigny
  - Lundi 8 heures de Georges Kauffmann et Edna Ferber, mise en scène Régis Santon, théâtre Silvia Monfort
  - Monsieur Klebs et Rozalie de René de Obaldia, mise en scène Jacques Rosny, Tréteaux de France, théâtre 14
- 1994 : Comment va le monde, Môssieu ? Il tourne, Môssieu ! de François Billetdoux, mise en scène Jean-Pierre Miquel, Centre national de création d'Orléans
  - L'Homme qui d'après Olivier Sacks, mise en scène Peter Brook, théâtre des Bouffes du Nord, théâtre national de Bretagne
  - Dom Juan de Molière, mise en scène Jacques Lassalle, Comédie-Française
  - Un Chapeau de paille d'Italie d'Eugène Labiche, mise en scène Georges Lavaudant, TNP Villeurbanne
  - Orlando d'après Virginia Woolf, mise en scène Bob Wilson, Odéon-Théâtre de l'Europe Festival d'automne
- 1995 : Les affaires sont les affaires d'Octave Mirbeau, mise en scène Régis Santon, La Limousine Limoges
  - Pièces de guerre d'Edward Bond, mise en scène Alain Françon, Centre dramatique national de Savoie
  - Angels in America de Tony Kushner, mise en scène Brigitte Jaques, théâtre de la Commune Pandora
  - La Femme changée en renard de David Garnett, mise en scène Didier Bezace, Théâtre de l'Aquarium
  - Henri VI de William Shakespeare, mise en scène Stuart Seide, centre dramatique Poitou-Charentes, théâtre de Gennevilliers
- 1996 : Monsieur Schpill et Monsieur Tippeton de Gilles Segal, mise en scène Georges Werler, théâtre de Cachan, Théâtre de l'Est parisien
  - C'est magnifique de et mise en scène Jérôme Deschamps et Macha Makeieff, théâtre du Châtelet
  - Dans la solitude des champs de coton de Bernard-Marie Koltès, mise en scène Patrice Chéreau, Odéon-Théâtre de l'Europe
  - Décadence de Steven Berkoff, mise en scène Jorge Lavelli, théâtre national de la Colline
  - Lapin lapin de Coline Serreau, mise en scène Benno Besson, Centre national de création d'Orléans, théâtre de la Porte-Saint-Martin

### Années 2000
- 2003 : Phèdre de Jean Racine, mise en scène Patrice Chéreau, Odéon-Théâtre de l'Europe-Ateliers Berthier
  - Le Dindon de Georges Feydeau, mise en scène Lukas Hemleb, Comédie-Française
  - 68 selon Ferdinand de et mise en scène Philippe Caubère, théâtre du Rond-Point
  - Les Prétendants de Jean-Luc Lagarce, mise en scène Jean-Pierre Vincent, théâtre national de la Colline
  - Mangeront-ils ? de Victor Hugo, mise en scène Benno Besson, théâtre de la Ville
- 2004 : ...Comme en 14 de Dany Laurent, mise en scène Yves Pignot, théâtre 13
  - Le Dernier Caravansérail (Odyssées) création collective, mise en scène Ariane Mnouchkine, théâtre du Soleil
  - Fables de La Fontaine de Jean de La Fontaine, mise en scène Robert Wilson, Comédie-Française
  - La Forêt d'Alexandre Ostrovski, mise en scène Piotr Fomenko, Comédie-Française
  - Le Jugement dernier, d'Ödön von Horváth, mise en scène d'André Engel, Odéon-Théâtre de l'Europe-Ateliers Berthier
- 2005 : Le Dernier Caravansérail création collective, mise en scène Ariane Mnouchkine, théâtre du Soleil
  - Italienne scène et orchestre de et mise en scène Jean-François Sivadier, théâtre Nanterre-Amandiers
  - Ivanov d'Anton Tchekhov, mise en scène Alain Françon, théâtre national de la Colline
  - Le Jugement dernier d'Ödön von Horváth, mise en scène d'André Engel, Odéon-Théâtre de l'Europe
  - Le Menteur de Pierre Corneille, mise en scène Jean-Louis Benoît, Comédie-Française
  - La Version de Browning de Terence Rattigan, mise en scène Didier Bezace, théâtre de la Commune
- 2006 : La Symphonie du hanneton, du metteur en scène James Thierrée, La Compagnie du Hanneton, théâtre du Rond-Point
  - Faut pas payer ! de Dario Fo, mise en scène Jacques Nichet, théâtre national de Toulouse
  - La Mort de Danton de Georg Büchner, mise en scène Jean-François Sivadier, théâtre national de Bretagne
  - Platonov d'Anton Tchekhov, mise en scène Alain Françon, théâtre national de la Colline
  - Le Roi Lear de William Shakespeare, mise en scène André Engel, Odéon-Théâtre de l'Europe-Ateliers Berthier
  - Viol de Botho Strauss d'après William Shakespeare, mise en scène Luc Bondy, Odéon-Théâtre de l'Europe
- 2007 : Cyrano de Bergerac d'Edmond Rostand, mise en scène Denis Podalydès, Comédie-Française
  - Les Éphémères création collective autour d'Ariane Mnouchkine, mise en scène Ariane Mnouchkine, théâtre du Soleil
  - L'Éventail de Lady Windermere d'Oscar Wilde, mise en scène Sébastien Azzopardi, théâtre des Bouffes-Parisiens
  - Pedro et le Commandeur de Félix Lope de Vega, mise en scène Omar Porras, Comédie-Française
  - Rutabaga swing de Didier Schwartz, mise en scène Philippe Ogouz, théâtre 13
- 2008 : Juste la fin du monde de Jean-Luc Lagarce, mise en scène Michel Raskine, Comédie-Française
  - Hop là, nous vivons ! d'Ernst Toller, mise en scène Christophe Perton, théâtre de la Ville, TNP Villeurbanne
  - La Seconde Surprise de l'amour de Marivaux, mise en scène Luc Bondy, théâtre Nanterre-Amandiers
  - Les Trois Sœurs d'Anton Tchekhov, mise en scène Stéphane Braunschweig, théâtre national de Strasbourg, théâtre national de la Colline
- 2009 : Coriolan de William Shakespeare, mise en scène Christian Schiaretti, TNP Villeurbanne
  - Figaro divorce d'Ödön von Horváth, mise en scène Jacques Lassalle, Comédie-Française
  - Par-dessus bord de Michel Vinaver, mise en scène Christian Schiaretti, TNP Villeurbanne
  - Tartuffe de Molière, mise en scène Stéphane Braunschweig, théâtre national de Strasbourg

### Années 2010
- 2010 : Les Naufragés du Fol Espoir (Aurores), d'Hélène Cixous et Ariane Mnouchkine, mise en scène Ariane Mnouchkine, théâtre du Soleil
  - La Cerisaie d'Anton Tchekhov, mise en scène Alain Françon, théâtre national de la Colline
  - Notre Terreur de la Compagnie D'Ores et Déjà, mise en scène Sylvain Creuzevault, Compagnie D'Ores et Déjà
  - Ode maritime de Fernando Pessoa, mise en scène Claude Régy, Les Ateliers contemporains
- 2011 : Un fil à la patte de Georges Feydeau, mise en scène Jérôme Deschamps, Comédie-Française
  - Les Chaises de Eugène Ionesco, mise en scène Luc Bondy, théâtre Nanterre-Amandiers
  - Le Dindon de Georges Feydeau, mise en scène Philippe Adrien, ARRT/théâtre de la Tempête
  - Rêve d’Automne de Jon Fosse, mise en scène Patrice Chéreau, théâtre de la Ville
- 2014 : Paroles gelées d’après François Rabelais, mise en scène Jean Bellorini, théâtre national de Toulouse Midi-Pyrénées
  - Chapitres de la chute, Saga des Lehman Brothers de Stefano Massini, mise en scène Arnaud Meunier, Comédie de Saint-Étienne
  - Germinal de et mise en scène Antoine Defoort et Halory Goerger, L’Amicale de production, Lille
  - Invisibles de et mise en scène Nasser Djemaï, MC2
- 2015 : Les Coquelicots des tranchées de Georges-Marie Jolidon, mise en scène Xavier Lemaire, théâtre 14 Jean-Marie Serreau
  - Germinal d'Antoine Defoort et Halory Goerger, mise en scènes des auteurs, L'Amicale de production, Lille
  - Henry VI de William Shakespeare, mise en scène Thomas Jolly, La Piccola Familia
  - Les Particules élémentaires de Michel Houellebecq, mise en scène Julien Gosselin, Si vous pouviez lécher mon cœur
- 2016 : Ça ira (1) Fin de Louis de Joël Pommerat, mise en scène de l'auteur, théâtre Nanterre-Amandiers
  - Vingt mille lieues sous les mers d'après Jules Verne , mise en scène Christian Hecq et Valérie Lesort, théâtre du Vieux-Colombier
  - Lucrèce Borgia de Victor Hugo, mise en scène Denis Podalydès, Comédie-Française
  - Vu du pont d'Arthur Miller, mise en scène Ivo van Hove, Odéon - Théâtre de l'Europe
- 2017 : Les Damnés d'après Luchino Visconti, Nicola Badalucco, Enrico Medioli, mise en scène Ivo van Hove, Comédie-Française
  - Karamazov d'après Fiodor Dostoïevski, mise en scène Jean Bellorini, théâtre Gérard-Philipe
  - La grenouille avait raison de James Thierrée, mise en scène James Thierrée, La Compagnie du Hanneton
  - Les Enfants du silence de Mark Medoff, mise en scène Anne-Marie Étienne, Comédie-Française
- 2018 : Une Chambre en Inde, création collective du Théâtre du Soleil, mise en scène Ariane Mnouchkine, Théâtre du Soleil
  - Adieu Ferdinand ! de Philippe Caubère, mise en scène Philippe Caubère, La Comédie Nouvelle
  - Les Fourberies de Scapin de Molière, mise en scène Denis Podalydès, Comédie-Française
  - Saigon de Caroline Guiela Nguyen, mise en scène Caroline Guiela Nguyen, Les Hommes approximatifs
- 2019 : La Nuit des rois ou Tout ce que vous voulez de William Shakespeare, adaptation Thomas Ostermeier, mise en scène Thomas Ostermeier, Comédie-Française, salle Richelieu
  - Le Banquet de Mathilda May, mise en scène Mathilda May, Arts Live Entertainment
  - Les Idoles de Christophe Honoré, mise en scène Christophe Honoré, Comité dans Paris et théâtre de Vidy-Lausanne
  - Kean d'Alexandre Dumas, adaptation Jean-Paul Sartre, mise en scène Alain Sachs, BA Productions

### Années 2020
- 2020 : Électre des bas-fonds de Simon Abkarian, mise en scène Simon Abkarian, Compagnie des 5 roues
  - Contes et Légendes de Joël Pommerat, mise en scène Joël Pommerat, Nanterre-Amandiers
  - La Mouche d’après George Langelaan, mise en scène Valérie Lesort et Christian Hecq, Théâtre des Bouffes-du-Nord
  - La Puce à l'oreille de Georges Feydeau, mise en scène Lilo Baur, Comédie-Française, Salle Richelieu

- 2022 : Les Gros patinent bien – cabaret de carton de Pierre Guillois et Olivier Martin-Salvan, mise en scène de Pierre Guillois et Olivier Martin-Salvan, Compagnie Le Fils du Grand Réseau
  - Féminines de Pauline Bureau, mise en scène de Pauline Bureau, Compagnie La Part des Anges
  - L’Île d’or du Théâtre du Soleil, mise en scène d’Ariane Mnouchkine, Théâtre du Soleil
  - Le Voyage de Gulliver d’après Jonathan Swift, mise en scène de Christian Hecq et Valérie Lesort, Théâtre des Bouffes du Nord et la Compagnie Point Fixe

- 2023 : Le Bourgeois gentilhomme de Molière, mise en scène Christian Hecq et Valérie Lesort - Comédie-Française
  - Amours (2) de Joël Pommerat, mise en scène Joël Pommerat - Compagnie Louis Brouillard
  - Je ne cours pas, je vole ! d'Élodie Menant, mise en scène Johanna Boyé - Atelier Théâtre Actuel
  - La vie est une fête de Jean-Christophe Meurisse et Les Chiens de Navarre, mise en scène Jean-Christophe Meurisse - Les Chiens de Navarre

- 2024 : 40° Sous zéro de Copi (diptyque de L'Homosexuel ou la Difficulté de s'exprimer et Les Quatre Jumelles) par la compagnie Munstrum Théâtre, mise en scène Louis Arene
  - Allosaurus [même rue, même cabine] de Jean-Christophe Dollé
  - Courgette de Paméla Ravassard et Garlan Le Martelot
  - Welfare de Julie Deliquet

- 2025 : Le Soulier de satin de Paul Claudel, mise en scène Eric Ruf, Comédie-Française
  - Ici sont les Dragons du Théâtre du Soleil, Théâtre du Soleil
  - Lacrima de Caroline Guiela Nguyen, mise en scène Caroline Guiela Nguyen, Théâtre national de Strasbourg
  - Le Suicidé d’après Nicolaï Erdman, mise en scène Stéphane Varupenne, Comédie-Française